# Збірна Чорногорії з баскетболу
Збірна Чорногорії з баскетболу — представляє Чорногорію в міжнародних баскетбольних змаганнях і управляється Федерацією баскетболу Чорногорії (член ФІБА з 2006 року).